# Žuti Car
Žuti Car (黄帝, Huángdì) bio je rani kineski vladar. Prema tradiciji, vladao je Kinom od 2697. pr. Kr. – 2597. pr. Kr. Spominje se u mitovima kao veliki kralj, izumitelj i mudrac.
Veliki kineski povjesničar Sima Qian smatrao je Žutoga Cara povijesnom osobom, ali se njegovo postojanje ne može potvrditi arheološki.
Prvi koji je posumnjao u njegovu povijesnost bio je Gu Jiegang. Yang Kuan je vjerovao da je Žuti Car nastao od boga Shangdija, vladara neba.
Jedini mogući dokaz za postojanje ovog vladara bila bi zdjela s njegovim imenom. Međutim, suvremeni znanstvenici smatraju da je zdjela nastala u 4. stoljeću prije Krista.
Legenda kaže da je Žuti Car izmislio magični kompas.

## Obitelj
Žuti Car je bio sin Shaodiana i Fu Pao.
Njegova je carica bila Leizu. Druge su mu se žene zvale Fenglei, Tongyu i Momu.
Njegov najstariji sin je bio Shaohao.
Žutog Cara je naslijedio unuk Zhuanxu.
Mnogi su kraljevi vjerovali da potječu od Žutog Cara, pa tako i moralni vladar Yu Veliki.